# همین و بس (آلبوم بن فولدز)
همین و بس (انگلیسی: So There) چهارمین آلبوم استودیویی بن فولدز و وای‌میوزک است که در ۱۱ سپتامبر ۲۰۱۵ منتشر شد. این آلبوم ۸ ترانهٔ چیمبر پاپ و یک کنسرتو پیانو دارد که توسط نشویل سمفونی اجرا شد.

## فهرست ترانه‌ها و آهنگ‌ها
همهٔ ترانه‌ها توسط بن فولدز، بجز موارد ذکر شده نوشته شده‌است.
| شماره | نام                                    | نویسنده(ها)           | مدت   |
| ----- | -------------------------------------- | --------------------- | ----- |
| ۱.    | «قادر به هر کاری»                      |                       | ۳:۴۹  |
| ۲.    | «ناهوادار»                             |                       | ۳:۳۴  |
| ۳.    | «همین و بس»                            |                       | ۴:۲۰  |
| ۴.    | «راه درازی در پیش است»                 |                       | ۴:۴۲  |
| ۵.    | «تلفن در استخر»                        |                       | ۴:۰۳  |
| ۶.    | «بله‌قربان‌گو»                           | بن فولدز / راب موس    | ۳:۵۹  |
| ۷.    | «اف۱۰-دی-اِی»                           |                       | ۱:۵۸  |
| ۸.    | «من آن مرد نیستم»                      | بن فولدز / آلیسیا ویت | ۴:۴۱  |
| ۹.    | «کنسرتو برای پیانو و ارکستر، موومان ۱» |                       | ۱۰:۲۸ |
| ۱۰.   | «کنسرتو برای پیانو و ارکستر، موومان ۲» |                       | ۵:۴۵  |
| ۱۱.   | «کنسرتو برای پیانو و ارکستر، موومان ۳» |                       | ۴:۳۱  |

## جداول موسیقی
| جدول موسیقی (۲۰۱۵)                    | بالاترین رتبه |
| ------------------------------------- | ------------- |
| آلبوم‌های بریتانیا (شرکت جدول‌های رسمی) | ۶۳            |
| بیلبورد ۲۰۰ ایالات متحده              | ۴۴            |